# Gyrtona phycisoides
Gyrtona phycisoides là một loài bướm đêm trong họ Noctuidae.